# Castle Hedingham
Castle Hedingham ist ein Dorf im Nordosten der englischen Grafschaft Essex, das sich im Tal der Colne an der alten Straße von Colchester nach Cambridge befindet.
Das Dorf entstand rund um Hedingham Castle, dem Stammsitz der de Veres, den Earls of Oxford. Der erste Earl, Aubrey III. de Vere, vollendete den Bau des Bergfrieds und errichtete in der Nähe eine Benediktinerinnenabtei. Hugh de Vere, 4. Earl of Oxford erhielt das Marktrecht für das Dorf Mitte des 13. Jahrhunderts und legte um 1250 den Grundstein für ein Hospital.
Die Kirche St. Nicholas aus der spätromanischen und gotischen Zeit entstand um 1180. Das feine doppelte Hammerbalken-Gewölbe wird Thomas Loveday zugeschrieben, der auch verantwortlich für die Arbeiten am St John’s College in Cambridge war.
Das Dorf war bis von 1867 bis 1964 an die Colne Valley & Halstead Railway Company Bahnlinie angeschlossen. Die alte Bahnstation wurde 1974 durch die Colne Valley Railway Preservation Society demontiert und als Museumsbahn Colne Valley Railway an einem neuen Standort im Nordwesten des Dorfes wieder aufgebaut.